# Уевар дел Алхарафе
Уевар дел Алхарафе (на испански: Huévar del Aljarafe) е населено място и община в Испания. Намира се в провинция Севиля, в състава на автономната област Андалусия. Общината влиза в състава на района (комарка) Ел Алхарафе. Заема площ от 58 km². Населението му е 2658 души (по преброяване от 2010 г.). Разстоянието до административния център на провинцията е 26 km.

## Демография
| 1996 | 1998 | 1999 | 2000 | 2001 | 2002 | 2003 | 2004 | 2005 | 2006 |
| ---- | ---- | ---- | ---- | ---- | ---- | ---- | ---- | ---- | ---- |
| 2308 | 2283 | 2278 | 2271 | 2289 | 2313 | 2332 | 2412 | 2457 |      |